# Sainte-Pexine
Sainte-Pexine település Franciaországban, Vendée megyében. Lakosainak száma 297 fő (2022. január 1.). Sainte-Pexine Bessay, Bournezeau, Moutiers-sur-le-Lay, Les Pineaux és Saint-Jean-d’Hermine községekkel határos.

## Népesség
A település népessége az elmúlt években az alábbi módon változott:
| Lakosok száma | 240  | 246  | 253  | 257  | 267  | 278  | 284  | 291  | 297  |
|               | 2013 | 2015 | 2016 | 2017 | 2018 | 2019 | 2020 | 2021 | 2022 |